# Klimadatastyrelsen
Klimadatastyrelsen er en styrelse under Klima-, Energi- og Forsyningsministeriet. Styrelsen forsyner den offentlige og private sektor med geodata af høj kvalitet, som gør det muligt for at træffe vigtige samfundsbeslutninger på det bedst mulige grundlag. 
Mellem 14. august 2024 og 28. august 2024 hørte den Danske telemyndighed under Klimadatastyrelsen.

## Navneændringer
Styrelsen for Dataforsyning og Effektivisering (SDFE) blev 1. januar 2016 udskilt fra Geodatastyrelsen. Geodatastyrelsen flyttede i samme omgang til Nørresundby. Den tidligere Geodatastyrelses opgaver og ansvarsområder blev ligeledes opdelt i mellem de to styrelser.
Geodatastyrelsen hed Kort- og Matrikelstyrelsen (forkortet KMS), indtil 31. dec. 2012. Der er alene tale om en navneændring og en intern omorganisering. Der er ikke ændret på styrelsens opgaver og ansvarsområder.
Kort- og Matrikelstyrelsen blev oprettet 1. januar 1989 ved en sammenlægning af Geodætisk Institut, Søkortarkivet og Matrikeldirektoratet.
Styrelsen for Dataforsyning og Effektivisering skiftede 7. juni 2022 navn til Styrelsen for Dataforsyning og Infrastruktur (SDFI), da styrelsen overtog teleområdet fra Energistyrelsen. 
Styrelsen skiftede 14. august 2024 navn til Klimadatastyrelsen.

## Opgaver
Styrelsen har helt eller delvist ansvar for følgende love:
- Lov om stedbestemt information
- Lov om infrastruktur for geografisk information (INSPIRE)
- Lov om registrering af ledningsejere
- Adresseloven

## Organisation
Klimadatastyrelsen er pr. 1. juni 2025 delt op i 4 centre og 6 kontorer. 